# Khangchenné Sönam Gyalpo
Ne doit pas être confondu avec Sonam Gyalpo.
Khangchenné Sönam Gyalpo (tibétain : ཁང་ཆེན་ནས་བསོད་ནམས་རྒྱལ་པོ, Wylie : khang-chen-nas bsod-nams rgyal-po né à la fin du XVIIe siècle et mort le 5 août 1727) est un homme politique tibétain. Il est kalön tripa (premier ministre) du Kashag de 1721 à 1727.

## Arrivée au pouvoir
Aristocrate du Tsang et fondateur de la famille Doring, Khangchenné, connu aussi sous le nom mongol de Dai-ching Batur dans les sources tibétaines, ne provient d'aucune anciennes maisons nobles du Tibet. Il a réussi à faire carrière grâce au roi-protecteur des Khosut, Lhabzang Khan qui l'a désigné gouverneur du Tibet de l'Ouest (Ngari) en 1715.
Il a obtenu du mérite en 1720 en battant les troupes Dzoungar, venues de l'actuel Xinjiang qui avaient envahi le Tibet et pillé le Potala (et d'autres régions de Chine, lors de la guerre Dzoungar-Qing) sur leur chemin à travers le Ngari. En reconnaissance de son service militaire et de sa loyauté, Khangchenné a reçu le poste de ministre du cabinet (kalön ou bka' blon, au sein du Kashag nouvellement crée), qu'il a assumé de 1721 à 1727. Son assassinat a déclenché une guerre civile de 1727/28 entre Ü et Tsang, dont Polhane a émergé comme le nouveau souverain civil (r. 1728-1747).
Polhane a soutenu la veuve et les trois fils de Khangchenné en mariant sa fille avec les deux fils de Khangchenne, Gonpo Ngodrub Rabten, plus connu sous le nom de Doring Paṇḍita, et son frère.

## Hostilité entre ministres
Khangchenné faisait toujours preuve des compétences impressionnantes, mais en même temps on le considérait comme arrogant et inadapté pour coopérer avec les autres membre du kashag.